# Anna von der Mark-Arenberg
Anna von der Mark-Arenberg († 1436 in Köln) war Äbtissin im Stift Freckenhorst.

## Leben

### Herkunft und Familie
Anna von der Mark-Arenberg entstammte als Tochter des Grafen Everhard von der Mark und seiner Gemahlin Gräfin Maria von Looz dem uralten Adelsgeschlecht von der Mark.

### Werdegang und Wirken
Anna und ihre Schwester Margaretha waren zunächst im Stift Essen als Kanonissinnen tätig. Margaretha wurde 1412 Fürstäbtissin und blieb bis zum Verzicht am 8. April 1426 im Amt. Anna gehörte dem Wahlvorstand zur Neuwahl an. Sie stand auf der Seite der unterlegenen Kandidatin Elisabeth von Beek. Um Unannehmlichkeiten aus dem Wege zu gehen, hat sie sich wohl für die Freckenhorster Abtei entschieden. Bemerkenswert ist die vierjährige Vakanz, denn Annas Vorgängerin Margaretha von Ahaus hat das Stift Freckenhorst im Jahre 1423 verlassen, um im Kloster Diepenveen tätig zu sein.
Der einzige urkundliche Beleg aus ihrer Amtszeit datiert vom 9. Oktober 1427, als sie von den Knappen Konrad und Rotger Voss einen Hörigen kaufte. Anna hat in Freckenhorst verzichtet, denn ihre Nachfolgerin Anna von Plesse war seit 1433 im Amt.